# Guillermo García González
Guillermo García González (Santa Clara, 9 de diciembre de 1953-La Habana, 26 de octubre de 1990) fue un cubano gran maestro internacional de ajedrez, tricampeón nacional.

## Resultados destacados en competición

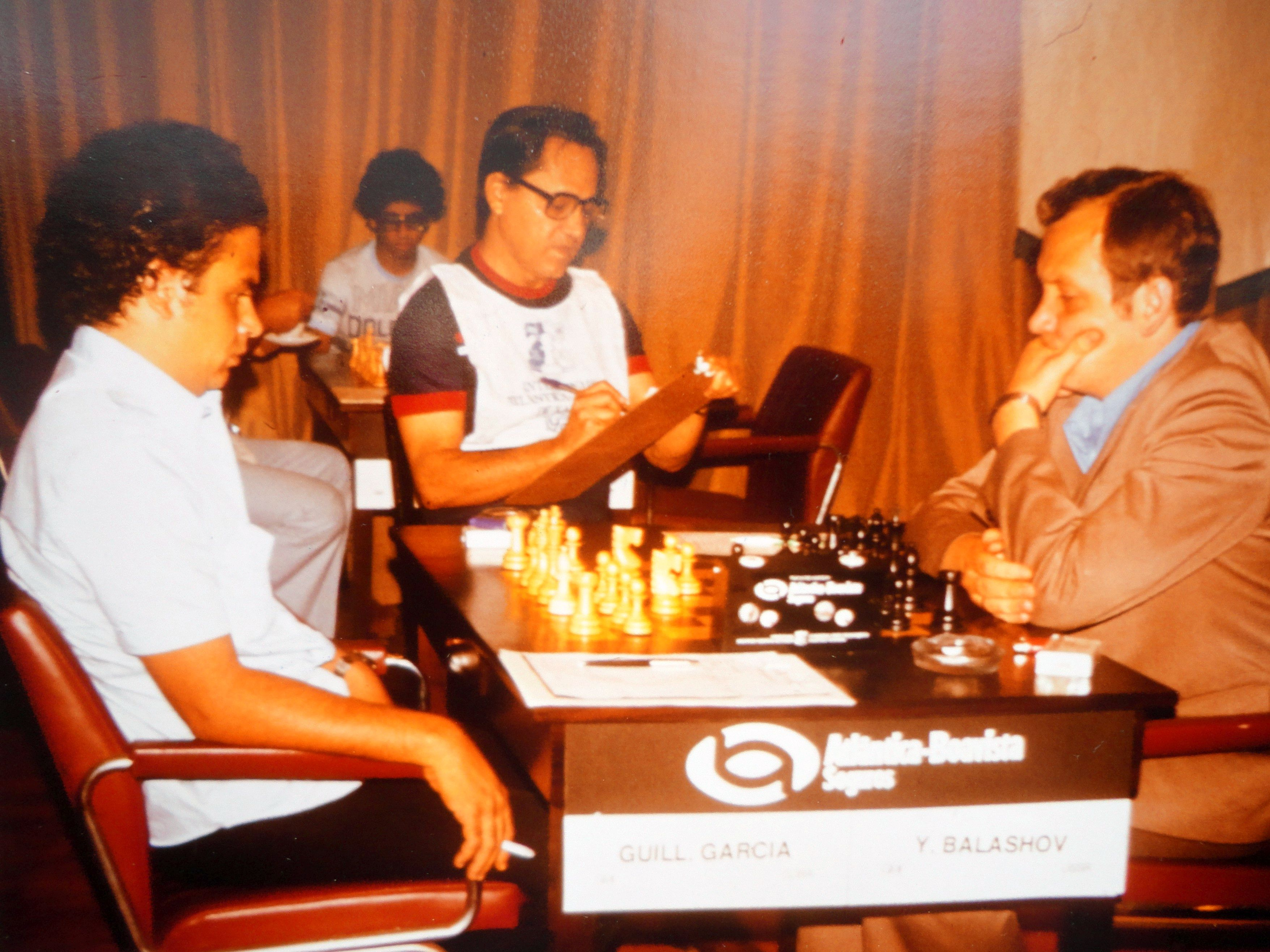
Partida del Interzonal de Río de Janeiro de 1979 entre Guillermo García González y Yuri Balashov

Fue ganador del Campeonato de Cuba de ajedrez, en el año 1971, celebrado en Santa Clara.
Fue ganador del campeonato de Cuba juvenil en el año 1972, celebrado en Puerto Padre (Cuba).
Participó representando a Cuba en siete Olimpíadas de ajedrez en los años 1974, 1978, 1980, 1982, 1984, 1986 y 1988.